# گیبسن (کارولینای شمالی)
گیبسن (به انگلیسی: Gibson) شهری در ایالت کارولینای شمالی کشور ایالات متحده آمریکا است که جمعیت آن در سرشماری سال ۲۰۱۰ میلادی، ۵۴۰ نفر بوده‌است.